# Последний кандидат
«Последний кандидат» (англ. Designated Survivor; другие переводы названия: «Назначенный преемник», «Преемник» и «Назначенный уцелеть») — американский драматический телесериал в жанре политического триллера, созданный Дэвидом Гуггенхаймом. Первые два сезона транслировались на телеканале ABC, а третий, заключительный, вышел на сервисе Netflix. Кифер Сазерленд исполняет роль Томаса Киркмана, американского политика, назначенного «дежурным преемником» во время оглашения обращения «О положении страны». После гибели президента США и всех его ближайших преемников Киркман, занимавший пост министра жилищного строительства и городского развития США, становится новым главой США.
Производство проекта обошлось без съёмок пилотного эпизода. Сериал был заказан 14 декабря 2015 года, а официальный анонс проекта состоялся 6 мая 2016 года. Премьера первого серии состоялась 21 сентября 2016 года; её посмотрели более 10 миллионов зрителей. Восемь дней спустя был заказан полный сезон. 11 мая 2017 года сериал был возобновлён на второй сезон, премьера которого состоялась 27 сентября 2017 года. В мае 2018 года ABC отменила сериал после двух сезонов. В сентябре 2018 года Netflix и Entertainment One объявили о том, что они достигли договоренности о съёмках третьего сезона «Последнего кандидата», состоящего из 10 эпизодов. Третий сезон был выпущен на Netflix 7 июня 2019 года. В июле 2019 года сериал был отменен Netflix из-за проблем с контрактами актёров.

## Сюжет
Во время обращения «О положении страны» в Капитолии (Вашингтон) происходит мощный взрыв. В результате погибают президент США и все его ближайшие преемники, за исключением министра жилищного строительства и городского развития Томаса Киркмана, который был назначен «дежурным преемником». Киркман приносит присягу, не осознавая, что теракт — это только начало вереницы событий. На протяжении всего сериала он сталкивается с многочисленными трудностями и пытается найти баланс между своими политическими устремлениями и необходимостью доказывать, что является легитимным президентом.

## Актёры и персонажи

### Основной состав
- Кифер Сазерленд — Том Киркман, президент США, приведённый к присяге после беспрецедентного нападения на здание Капитолия, в результате которого погибли все члены правительства США. Ранее занимал пост министра жилищного строительства и городского развития. В конце третьего сезона Киркман избирается на второй срок.
- Наташа Макэлхон — Алекс Киркман (сезоны 1—2), первая леди США. До того, как стать первой леди, Алекс работала юристом в Комиссии по соблюдению равноправия при трудоустройстве. Во втором сезоне погибла после того, как в кортеж, в котором она ехала, врезался грузовик.
- Адан Канто — Аарон Шор, избранный вице-президент США. Являлся первым главой администранции Киркмана. Подал в отставку после допроса о террористической атаке на Капитолий. После этого работал старшим помощником спикера Палаты представителей США Кимбл Хукстратен, а затем вернулся в Белый дом в качестве советника президента по национальной безопасности.
- Италия Риччи — Эмили Роудс, спикер президентской кампании Киркмана. Она работала на Тома с тех пор, как он был министром жилищного строительства и являлась начальником его администрации. После того, как Киркман стал президентом, она была назначена специальным советником, а после ухода Аарона в отставку — главой президентской администрации. Ушла из Белого дома, чтобы жить во Флориде со своей матерью. Позже она вернулась и была восстановлена в должности специального советника.
- Ламоника Гарретт[англ.] — Майкл Риттер (сезоны 1—2), агент Секретной службы США, личный охранник президента Киркмана. Риттер отвечал за безопасность всей семьи Киркмана после нападения на Капитолий..
- Таннер Бьюкенен — Лео Киркман (сезон 1; повторяющаяся роль в сезоне 2), сын Тома и Алекс, старший брат Пенни. Лео поручено заботиться о Пенни, пока его родители заняты на работе. Позже Лео покидает Белый дом и учится на первом курсе Стэнфордского университета.
- Кэл Пенн — Сет Райт, директор по связям с общественностью Белого дома. Изначально сомневается в способностях Тома как президента, но вскоре становится одним из его ближайших советников. Был назначен пресс-секретарем из-за своей коммуникабельности. В третьем сезоне был повышен в должности до директора по коммуникациям.
- Мэгги Кью — Ханна Уэлсс, оперативник ЦРУ. Бывший агент ФБР, которой поручено расследовать нападение на Капитолий и привлечь виновных к ответственности. В третьем сезоне после увольнения из Бюро Ханна работает в ЦРУ и расследует возможную угрозу биотерроризма.

### Второстепенный состав
- Маккенна Грейс — Пенни Киркман, дочь Тома и Алекс, младшая сестра Лео.
- Питер Аутербридж — Чарльз Лэнгдон, бывший начальник администрации президента Ричмонда. Чарльз — один из выживших после нападения на Капитолий, который позже делится с Уэллс и ФБР информацией о заговоре.
- Малик Йоба — Джейсон Этвуд, бывший заместитель директора ФБР. Джейсон возглавляет расследование ФБР по факту нападения на Капитолий вместе с Уэллс и становится одним из самых надежных её союзников. Джейсона убивает Нестор Лозано, который поймал его на шпионаже за Джеем Уитакером, организовавшим взрыв в Капитолии.
- Кевин МакНелли — Харрис Кокрейн, бывший председатель Объединённого комитета начальников штабов. Харрис изначально отказывается принять Киркмана в качестве нового главнокомандующего и пытается добиться его отстранения от должности. Уволен Киркманом за неподчинения прямому приказу.
- Вирджиния Мэдсен — Кимбл Хукстратен, спикер Палаты представителей США. Кимбл — республиканка из Миссури, назначенная этой партией «дежурным преемником». Она поддерживает полномочия Киркмана, в то же время тайно занимается собственной программой действий. После расследования, которое вынуждает её уйти в отставку из Палаты представителей, Кимбл становится министром образования США.
- Эшли Цукерман — Питер Маклиш, бывший конгрессмен и вице-президент США. Изначально Питер считался единственным выжившим после взрыва в Капитолии и был провозглашен национальным героем. Впоследствии становится вице-президентом. После нескольких месяцев расследования Ханна приходит к выводу, что он участвовал в подготовке атаки на Капитолий. Маклиш был застрелен своей женой, которая затем покончила с собой, чтобы ФБР не смогло получить больше никакой информации о заговоре.
- Джордж Чёртов — Нестор Лозано, бывший агент ЦРУ. ФБР разыскивает Нестора в связи с его активным участием в заговоре с целью нападении на Капитолий. Он действует под кодовым именем «Каталан».
- Рид Даймонд — Джон Форстелл, бывший директор ФБР. Джон время от времени помогает Уэллс в расследовании нападения на Капитолий.
- Майкелти Уильямсон — адмирал Черноу, председатель Объединённого комитета начальников штабов. Черноу сменяет на этом посту Кокрейна, уволенного за неповиновение, и становится одним из самых доверенных советников Киркмана.
- Майкл Гэстон — Джеймс Ройс, бывший губернатор Мичигана. Джеймс открыто и неоднократно бросает вызов администрации Киркмана, пытаясь установить свою собственную верховную власть. С подачи Ройса в Мичигане начинаются избиения и заключение под стражу демонстрантов. Киркман отдает распоряжение об аресте Ройса за государственную измену.
- Мариана Клавено — Брук Мэтисон. Похищает Люка, сына Этвуда, и шантажирует Джейсона, чтобы тот сделал ложное признание в убийстве Маджида Нассара. Она не выполняет свою часть сделки, и позже Люка находят мертвым на берегу реки. Этвуд убивает Клавено после того, как она хочет застрелить Ханну Уэллс или Этвуда.
- Джейк Эпштейн[англ.] — Чак Рассинк, аналитик ФБР. Чак регулярно помогает Уэллс в её расследованиях, став одним из её самых надёжных союзников.
- Лара Джин Чоростецки — Бет Маклиш, жена Питера Маклиша. Бет вместе с мужем причастна к заговору, связанному с нападением на Капитолий. Узнав, что Уэллс раскрыла реализованный ими план, убивает Питера, после чего совершает самоубийство.
- Роб Морроу — Эйб Леонард, журналист. Эйб — старый друг Кимбл Хукстратен, который полон решимости найти компромат на семью Киркмана.
- Джефф Пирсон — Корнелиус Мосс, бывший 44-й президент США. Он решил не добиваться переизбрания из-за смерти своей жены и вышел в отставку. Предоставляет президенту Киркману список кандидатов на должности министров в новом правительстве. Киркман возвращает Мосса в политику, назначив его госсекретарем США.
- Марк Деклин — Джек Боуман, сенатор-республиканец от Монтаны. Сенатор Боуман — один из главных противников Киркмана в Конгрессе США. Боуман стремится повысить свой авторитет, постоянно выступая против законодательной повестки Киркмана, особенно в вопросах контроля за оружием.
- Кирран Джованни — Диана Хантер, сенатор-демократ от Массачусетса. Она также лидер меньшинства Сената и постоянно вступает в перепалки с Боуманом.
- Терри Серпико[англ.] — Патрик Ллойд, бывший исполнительный директор компании Browning Reed. Патрик — основатель и лидер организации «Истинные верующие», ответственной за атаку на Капитолий. Из-за угрозы распространить зарин, который может убить тысячи людей, Киркман отдает приказ с помощью беспилотника нанести удар по его бункеру, что приводит к гибели Ллойда.
- Ричард Во — Джей Уитакер, бывший советник президента США по национальной безопасности. Работая в Белом доме, Джей взламывает компьютеры и загружает файл с ложным признанием Маджижа Нассара об организации взрыва Капитолия. Именно Джей назначил Киркмана дежурными преемником. Получив изображения и аудиофайл, отправленные Этвудом перед смертью, Ханна разоблачает Джея, что приводит к его аресту.

## Список серий
| Сезон | Сезон | Эпизоды | Оригинальная дата показа | Оригинальная дата показа | Оригинальная дата показа | Рейтинг Нильсена | Рейтинг Нильсена    |
| Сезон | Сезон | Эпизоды | Премьера сезона          | Финал сезона             | Сеть                     | Ранк             | Зрители в США (млн) |
| ----- | ----- | ------- | ------------------------ | ------------------------ | ------------------------ | ---------------- | ------------------- |
|       | 1     | 21      | 21 сентября 2016         | 17 мая 2017              | ABC                      | 16               | 11.90               |
|       | 2     | 22      | 27 сентября 2017         | 16 мая 2018              | ABC                      | 45               | 7.974               |
|       | 3     | 10      | 7 июня 2019              | 7 июня 2019              | Netflix                  | -                | -                   |

## Производство

### Разработка
14 декабря 2015 года, было объявлено, что ABC заказал сериал от студии Марка Гордона с Кифером Сазерлендом в главной роли, обойдя стадию производства пилота, так как на проект претендовало несколько сетей. Проект описывался как политический триллер с элементами семейной драмы. Сценарий был написан Дэвидом Гуггенхаймом, а место одного из исполнительных продюсеров занял Саймон Кинберг. Для Гордона и его независимой студии Mark Gordon Company это первый проект под общей сделкой с Entertainment One. Сазерленд в свою очередь также является исполнительным продюсером шоу.
Пост шоураннера в феврале 2016 года заняла Эми Б. Харрис, которая пришла на это место под своей общей сделкой с ABC Studios, после того, как её предыдущий проект «Злой город» провалился.

### Кастинг
5 февраля 2016 года было объявлено, что сразу четыре актёра были наняты на основные роли. Мэгги Кью была приглашена на роль ведущего агента ФБР, Кэл Пенн — спичрайтера, Италия Риччи — Главы администрации президента США, а Наташа Макэлхон взяла на себя роль первой леди, которая также работает в комиссии равных возможностей занятости. 8 февраля Адан Канто, отклонив семь других предложений на съемки в пилотах, присоединился к проекту в роли заместителя руководителя аппарата Белого дома. 1 марта Ламоника Гарретт получил роль офицера секретной службы. На следующий день Таннер Бьюкенен и Маккенна Грейс получили роли детей президента.